# Histoire de la culture de l'hévéa
 (juillet 2025).
L'histoire de la culture de l'hévéa, rythmée par une série d'inventions créant toutes sortes de produits utiles en Europe, s'est traduite par une profonde redistribution des cartes mondiales, le monopole des forêts amazoniennes étant concurrencé par des plantations anglaises en Malaisie et en Afrique, ou françaises en Indochine, puis par l'apparition de millions de petites exploitations familiales en Thaïlande et en Indonésie, transformant les structures sociales de ces deux pays.

## Les indiens d'Amazonie l'utilisent pour des chaussures ou des balles

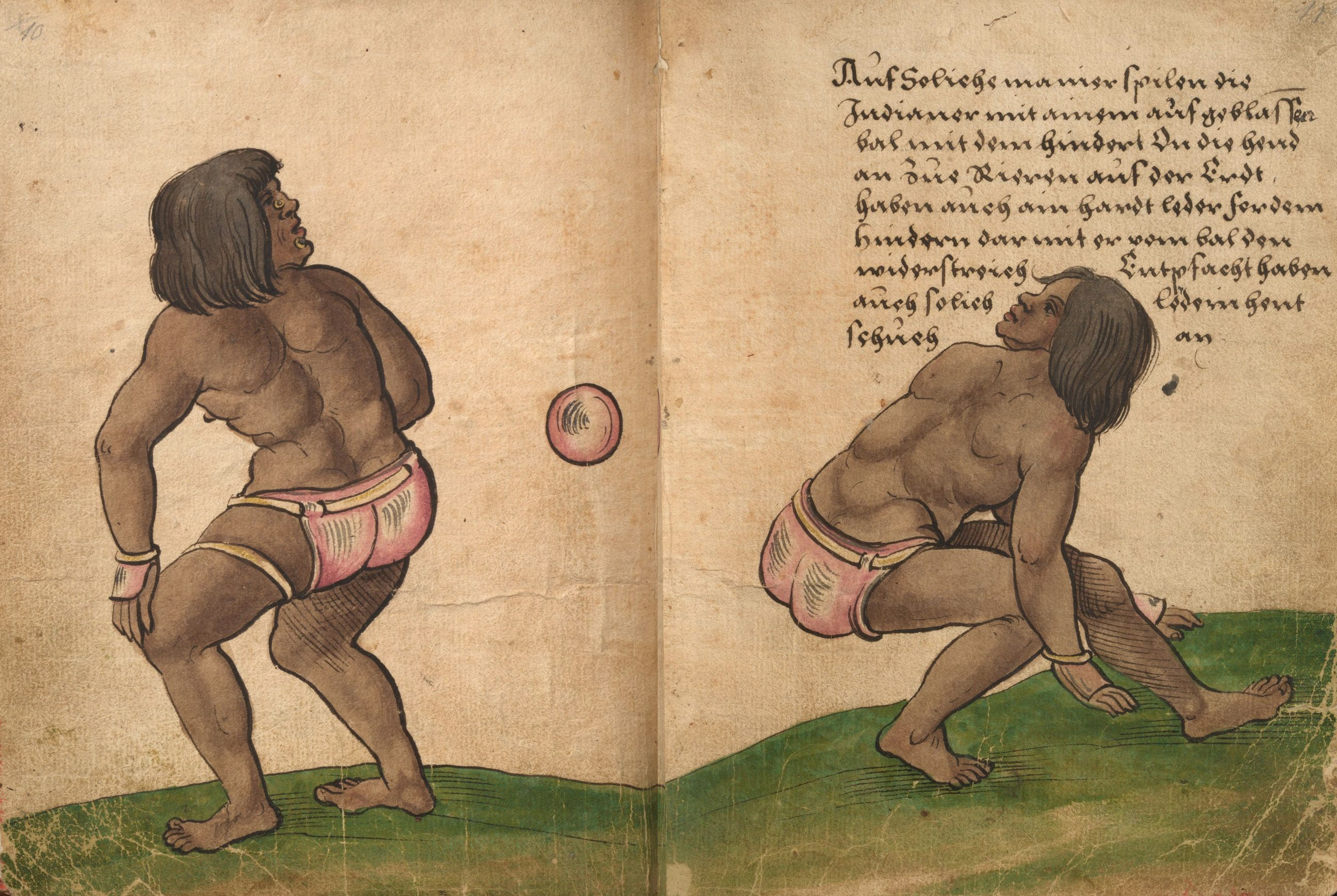
Joueurs de l' ullamaliztli aztèque jouant devant Charles Quint en Espagne, dessin réalisé par Christoph Weiditz en 1528.

Le caoutchouc, mot emprunté à une langue indienne du Pérou et qu’au sud du Mexique et Guatemala, les Amérindiens Mayas nomment cahutchu (prononcé caoutchou), servait à imperméabiliser des tissus et à fabriquer des balles. Les Espagnols observent en Amérique centrale, que les indigènes s’en servent pour jouer à un jeu de balle ulama (en nahuatl), sur des terrains réservés à cette activité, consistant à maintenir la balle en l’air le plus longtemps possible sans l’usage des mains ni des pieds. Les règles exactes du jeu sont restées obscures, si ce n’est que le coup le plus remarquable consistait à faire passer la balle à travers un anneau fixé sur un des murs latéraux, en envoyant la balle à coup de hanches ou de cuisses. Il s’agissait beaucoup plus qu’un simple jeu pour se divertir, puisqu’il avait aussi des fonctions divinatoires, symboliques, religieuses et guerrières que ce soit chez les Aztèques, les Olmèques ou les Mayas. On rapporte (SVP aidez-nous à citer) que des membres de l'équipe perdante pouvaient être mis à mort..
En 1524 puis en 1528, des joueurs virtuoses aztèques sont ramenés en Espagne, pour exhiber leur adresse devant Charles Quint.
Le caoutchouc était fabriqué à partir du latex de diverses plantes comme l’hévéa (Hevea brasiliensis) grand arbre du bassin amazonien de la famille des Euphorbiaceae, le Castilla elastica, grand arbre de la famille des Moraceae, réparti du Mexique à l’Équateur et le guayule (Parthenium argentatum) arbuste de la famille des Asteraceae du nord du Mexique.
Le latex est connu des européens depuis la découverte de l'Amérique. Christophe Colomb le mentionne dans ses récits de voyage. Le navigateur et historien espagnol Gonzalo Fernández de Oviedo y Valdés (1478-1557) fut le premier européen à décrire les vertus des boules de gomme naturelle à une audience européenne. En 1615, un autre texte espagnol énumère les avantages du latex, racontant en particulier comment les amérindiens s’en servaient pour imperméabiliser leurs chaussures.

## Premières observations françaises en Guyane et au Pérou
C'est pourtant au XVIIIe siècle que l’on s’y intéresse de plus près dans d’autres pays d’Europe. En 1732, le jeune ingénieur du Roi, François Fresneau, se porte volontaire pour aller à Cayenne, en Guyane, pour y rénover les fortifications. Homme de science et chercheur infatigable, fera finalement une découverte au bout de son séjour, « l'Hevea brasiliensis », l'arbre à caoutchouc autrement nommé « Arbre seringue », dont il tirera un mémoire remarqué par l'Académie des Sciences à Paris. Son parcours est raconté dans un roman, « L'arbre seringue : le roman de François Fresneau, ingénieur du Roy », de Jacques Berlioz-Curlet.
Puis, en 1736 et jusqu’en 1747, les naturalistes français Charles Marie de La Condamine et François Fresneau de la Gataudière effectuent les premières études scientifiques sur le caoutchouc naturel au Pérou — où, en quechua Cao signifie bois et tchu qui pleure —, en Équateur et en Guyane. Au cours de son voyage, Charles Marie de La Condamine note sur son cahier de bord ce qu’en font les indiens Maïpas :

« Il pousse dans les forêts de la province d'Esmeraldas un arbre, appelé hévé par les indigènes. Il en coule, par la seule incision dans son tronc, une résine blanche comme le lait. On la recueille au pied de l'arbre sur des feuilles qu'on expose ensuite au soleil. Il en font des bottes d'une seule pièce qui ne prennent point l'eau et qui, lorsqu'elles sont passées à la fumée, ont tout l'air de véritable cuir. »

— Récit de voyage - Charles Marie de La Condamine.

## Les scientifiques duXVIIIesièclel'utilisent comme gomme ou pour protéger des montgolfières
En 1770, le chimiste anglais Joseph Priestley, membre éminent de la Lunar Society, qui dans la ville de Birmingham confronte les recherches et réflexions d'inventeurs, chercheurs et entrepreneurs, s'intéresse aux produits tropicaux, sur fond de débuts de la révolution industrielle en Angleterre.
Joseph Priestley découvre que l'on peut effacer des marques d'encre en les frottant avec du caoutchouc. Cette découverte sera à l'origine des premières gommes à effacer. Joseph Priestley lui donna son nom anglais de rubber (de rub out, effacer). Quant à son nom en français, caoutchouc, il semble qu'il provienne du mot amérindien cachuchu, « le bois qui pleure ». Une douzaine d'années plus tard, en 1783, le chimiste français Jacques Charles — lancé dans une compétition avec les frères Montgolfier pour réaliser le premier vol habité — fait construire un ballon (on disait alors un « globe ») constitué d'une étoffe de soie imperméabilisée par un vernis à base de caoutchouc.

## Les premières applications industrielles et premières transformations à partir de 1790
En 1791, le chausseur anglais Samuel Peal lance la première application commerciale du caoutchouc. Il brevète un procédé d'imperméabilisation de tissus, en les traitant avec une solution de caoutchouc et d'essence de térébenthine.
En 1803, la première usine de production de caoutchouc (bandes élastiques pour jarretières et bretelles, suspensoirs) fut construite dans la capitale française, Paris.
En 1811, l'Autrichien Johann Nepomuk Reithoffer (de)  (1781-1872) fabrique les premiers produits entièrement en caoutchouc.
En 1820, l'Anglais Thomas Hancock découvre que la plasticité du caoutchouc est augmentée à la suite de son broyage (dans sa machine le « masticateur » qui n'est à l'origine qu'un moulin à café en bois) et son pressage, ce qui permet la mise en forme du produit ultérieurement.
En 1823, le chimiste écossais Charles Macintosh (1766-1843) découvre le procédé d’imperméabilisation des tissus, par dissolution du caoutchouc dans un solvant (du naphte porté à ébullition qui se révèle le solvant idéal rendant homogène le caoutchouc). Il confectionne les premiers imperméables et crée la première fabrique de produits en caoutchouc. La matière brevetée prit son nom. Elle devint en Grande-Bretagne synonyme du mot « imperméable » et le nom d’une marque de vêtements qui existe toujours. Dès 1830, les articles en caoutchouc connurent un tel succès que bouteilles et chaussures fabriquées par les Amérindiens furent importées massivement. Inconvénient majeur, ils devenaient cassants par temps froid, puis collants et malodorants en été.
En 1834, le chimiste allemand Friedrich Wilhelm Lüdersdorff (de) et l'Américain Nathaniel Hayward (en) découvrent que l'addition de soufre au caoutchouc éliminait la nature collante des produits finis.
En 1839, Charles Goodyear achète à Hayward les droits exclusifs d'exploitation du procédé d'imprégnation du caoutchouc avec du soufre. Cette même année, il invente fortuitement la vulcanisation, un extrait de caoutchouc soufré tombant dans un poêle. Il met au point une cuisson au feu du caoutchouc mélangé à du soufre en testant différentes températures de cuisson et stabilise ainsi les propriétés élastomères de la gomme. Mais le procédé ne permet pas d'obtenir une matière véritablement homogène.
En 1842, il met définitivement au point la vulcanisation en mélangeant le caoutchouc à un peu du soufre et en le chauffant par de la vapeur sous pression, on peut désormais le stabiliser et lui donner de l'élasticité. Cette découverte entraîne une forte croissance de l’exploitation de l'hévéa, qui se concentre dans un premier temps en Amazonie.

## À partir de 1835, l'hévéa utilisé pour des bottes, des pneus et des préservatifs
Pendant la plus grande partie du XIXe siècle, les transports terrestres continuent à s’effectuer sans autres pneus que des produits durs et usables, ce qui freine la progression.
Vers 1835, Charles Dietz invente un « remorqueur à chaudière » dont il garnit les roues, entre la jante de bois et le cercle d'acier, d'une couche de liège puis de caoutchouc boulonnée sur la jante. Charles Dietz invente sans le savoir l’ancêtre du pneu.
En 10 décembre 1845, l'Écossais Robert William Thomson invente la roue aérienne (le premier vrai pneumatique) qui aboutit à insérer sous les jantes une ceinture creuse réalisée à partir de plusieurs épaisseurs de toiles caoutchoutées en forme de U ou de V, disposées sur tout le pourtour, entourées de cuir et boulonnées sur une roue en bois afin d'absorber une partie des vibrations causées par le mouvement. Mais cette précieuse invention, ne s'adaptant pas aux chariots, tombe dans l'oubli.
En 1853, l'Américain Hiram Hutchinson achète les brevets de Charles Goodyear et adapte le caoutchouc aux bottes, et en 1854, il ouvre la première usine utilisant le caoutchouc en France, sur le site de Langlée, à Châlette-sur-Loing (Loiret). Douze ans plus tard, en 1868, l’invention des pneus pleins d’un produit d’hévéa non gonflable pour vélocipèdes, permet de prolonger les travaux de Robert William Thomson. Et en 1870, l’apparition des premiers préservatifs à base de caoutchouc de latex va augmenter encore les besoins d’hévéa et susciter dans les années qui viennent une fièvre du caoutchouc dans les pays riverains de l'Amazonie.

## La fièvre du caoutchouc génère un projet de grande liaison ferroviaire en pleine Amazonie

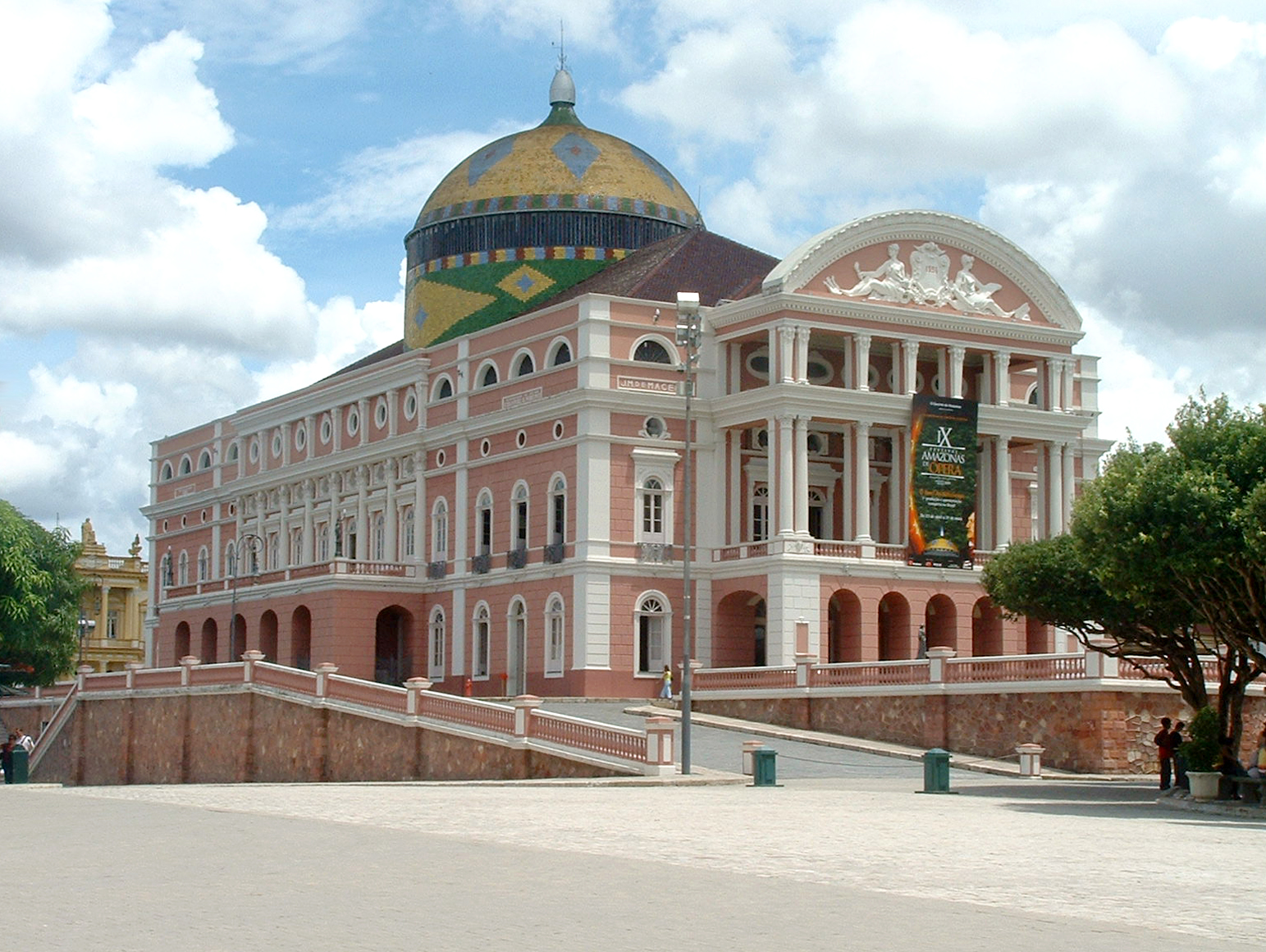
Le Théâtre Amazonas de Manaus, inauguré en 1896, témoigne de l'âge d'or du caoutchouc au Brésil.

La découverte de la vulcanisation et de la chambre à air dans les années 1850 donna lieu à une fièvre du caoutchouc dans les pays ayant des territoires amazoniens, comme le Brésil, la Bolivie, le Pérou, la Colombie et l’Équateur. La fièvre du caoutchouc connut son apogée entre 1879 et 1912, suivie d’une résurrection dans les années 1942-1945 et donna leur impulsion à des villes amazoniennes telles Iquitos au Pérou, Belém do Pará et Manaus au Brésil, la principale ville amazonienne, capitale de l’État d’Amazonas.
L’idée de construire un chemin de fer sur les rives des ríos Madeira et Mamoré émergea en Bolivie en 1846. L’objectif était d’exporter le caoutchouc par l’océan Atlantique, la cordillère des Andes bloquant l’accès au Pacifique. En 1867, les ingénieurs José et Francisco Keller organisèrent une grande expédition dans la région des rapides du río Madeira, pour trouver le tracé d’une éventuelle voie ferrée, et deux ans plus tard l’ingénieur américain George Earl Church obtint du gouvernement bolivien la concession pour créer une entreprise afin d’explorer des alternatives pour assurer la navigation fluviale entre les rios Mamoré et Madeira. Voyant les difficultés de cette entreprise, il se focalisa sur la possibilité de construire un chemin de fer. Les négociations continuèrent. En 1870, il reçut du gouvernement brésilien le permis de construire une ligne ferroviaire pour contourner les rapides du río Madeira. La construction ne commencera que 37 ans plus tard.
La fièvre du caoutchouc gagna la Bolivie et le Pérou : Iquitos, fondée en 1757, par les Jésuites et érigée en capitale du département de Loreto par le maréchal péruvien Ramón Castilla y Marquesado en 1864, fut le centre caoutchoutier de la forêt péruvienne et le premier port fluvial sur le rio Amazonas péruvien. De là, on commerçait avec Manaus, qui commença son expansion vers 1880.

## L'hévéa sort pour la première fois de l'Amazonie: le «rapt botanique du siècle»
En 1876, la production amazonienne était faible. La demande occidentale excédant l’offre, et les tentatives d’introduction de l’hévéa ailleurs qu’au Brésil ayant échoué, l’explorateur anglais Henry Alexander Wickham réussit l'un des plus grands rapts botaniques de tous les temps, en rapportant 74 000 graines d'hévéa brésilien au jardins botaniques royaux de Kew à Londres, pour un prix total de 740 livres sterling.
Il a récolté les graines d'hévéa à l'aide d'Indiens recrutés dans la jungle, puis les a transporté par cargo jusqu'à Liverpool puis par train de nuit jusqu'à Londres, à la demande de Joseph Dalton Hooker, le directeur des jardins royaux de Kew, où les graines ont été immédiatement replantées, avant de repartir dès mois d'août pour Ceylan.
Onze jeunes plants arrivèrent au Jardin Botanique de Singapour en 1877, où le directeur Henry Nicholas Ridley mit au point une méthode de croissance rapide afin d'assurer la reproduction des arbres à grande échelle. Il récupéra en quantité les premières graines de cette série d'arbres seulement douze ans plus tard en 1889 et commença à proposer aux planteurs de Malaisie de cultiver l'hévéa à grande échelle. Ces onze plants sont à l’origine de 90 % des hévéas plantés actuellement dans le Monde, même s'ils furent ensuite croisés par le biais de greffes.

## Vers le pneumatique automobile, formidable débouché pour les plantations d'hévéa
Avant même que le prix du latex ne soit rendu plus abordable, de nouveaux usages furent imaginés, d’abord pour les vélos, ouvrant la voie à ce qui sera le principal marché de l’histoire de la culture de l’automobile. En  1887, à Belfast, le vétérinaire irlandais John Boyd Dunlop imagine un tube souple gonflé pour remplacer les pneus pleins. Un après-midi d'hiver de 1887, il rentre chez lui à pied et entend un bruit de ferraille sur la route : c’est le  tricycle de son fils. Dunlop y réfléchit pendant plusieurs semaines, puis il démonte le tricycle de son fils, en retire les roues arrière, arrache leur mince segment de caoutchouc et remplace l'étroite gorge qui le maintenait en place par une large jante en bois d'orme.
Puis il fixe sur cette jante, avec de la colle spéciale à caoutchouc, une « chambre » de caoutchouc souple qu'il enferme dans une enveloppe de toile de coton, et il gonfle cette chambre à l'aide d'une pompe de ballon de football. Les premiers essais ont lieu sur un chemin de campagne, la nuit du 28 février 1888. Le 23 juillet 1888, il dépose un brevet qui permettra d'utiliser le caoutchouc pour la fabrication de pneumatiques. Dès 1889, des pneus sont utilisés en compétition cycliste, avec 4 victoires consécutives de William Hume (en), remportées sur sa bicyclette équipée de pneumatiques Dunlop, lors des jeux sportifs de Queens College.
Quatre ans après, en 1892, les frères Michelin (André et Édouard Michelin) présentent les premiers pneus démontables pour vélos et autos. En 1895, la première voiture équipée de pneumatique démontable avec chambre à air est présentée au public. Jusqu'à cette date, les pneus étaient pleins. L'alliance entre l'automobile et le pneumatique ne se démentit dès lors jamais, au point qu'au cours du XXe siècle nombreuses furent les recherches ayant pour but de mettre au point des ersatz ou substituts synthétiques. L’année 1895 est aussi celle qui voit « l'éclair », la première voiture équipée de pneumatiques participer à une compétition automobile, le Paris-Bordeaux-Paris.
Les cours de la gomme naturelle flambent. En 1880 à Paris, le caoutchouc vaut 25 francs le kg alors que le salaire moyen horaire d'un ouvrier spécialisé est de 0,80 franc. Les sociétés de caoutchouc, Firestone, Goodyear, Pirelli, Dunlop et Michelin, dont les actions sont cotées à Wall Street, connaissent de fantastiques envolées. Leurs dividendes augmentent de 200 % à 300 %. Dans The Mannings, le roman de Fred Mustard Stewart, le héros Mark Manning est un fabricant indépendant, exclu de l'Entente du caoutchouc, qui impose sa loi à l'industrie automobile.

## Les plantations anglaises de Malaisie importent des coolies à partir de 1890
La graine de l'Hevea brasiliensis fut introduite en 1877 à Singapour par les Anglais, qui contrôlaient le port, mais la culture ne commença qu'en 1890 en Malaisie. Les Anglais avaient signé le traité de Pangkor en 1874 avec le sultanat de Perak, pour installer un résident, début de l'intervention britannique dans les affaires des états malais. En 1888, les Anglais nommèrent un résident auprès du sultan de Pahang, puis poussèrent les sultans de Negeri Sembilan, Pahang, Perak et Selangor à former les États malais fédérés (Federated Malay States) en 1896, sous la tutelle d'un haut-commissaire britannique installé à Singapour, gouverneur des trois colonies ou Straits Settlements.

Préparation du latex dans une plantation de Malaisie (vers 1910).

La culture de l'hévéa ne prit un grand essor qu'à partir de 1910. La superficie cultivée atteignait 0,9 million d’hectares dès 1920 et 1,3 million d’hectares en 1937, sous forme de petites propriétés sur la côte ouest de la péninsule : d'une part entre la Selangor et la Muar (Southern Zone, la plus importante), d'autre part le nord de Perak et le sud de Kedah (Northern Zone). À Malacca, la firme  logeait ses managers autour d'un golf à 12 trous, dans un enclos de 60 hectares. Une armée de 25 jardiniers veillait jalousement au millier d'orchidées qui s'étendaient sur une dizaine d'hectares.
L'ouest de la péninsule avait un bon réseau de routes et de voies ferrées, pour l'exploitation, beaucoup plus ancienne, des mines d'étain, tandis que canne à sucre, caféier, poivrier et manioc n'avaient pas eu grand succès. Le boom de l’hévéa a bénéficié de la stabilité politique des « États fédérés », Selangor et Perak, protectorats britanniques, et de l'existence de bons ports, comme Penang et Port Swettenham, par où pouvait arriver facilement la main-d'œuvre indienne.
La mortalité parmi les coolies indiens atteignit 20 % par an dans la phase pionnière du défrichement. En plaine, le moustique de marécage Anopheles umbrosus fut vaincu par un réseau de drains, le pétrolage des plages et la rectification du lit des ruisseaux. Sur les pentes, Anopheles maculatus, moustique des eaux claires et courantes, exigea de créer des ombrages sur les cours d'eau. C'est dans cette région qu'ont été faits les premiers essais de sélection d'arbres. Aujourd'hui, 58 % des hévéas de Malaisie sont des clones de haute qualité.

## Les plantations françaises et belges du nord-est de Sumatra, après Xavier Brau de Saint-Pol Lias
L'explorateur et diplomate Xavier Brau de Saint Pol Lias (1840-1914), entré en 1868 à la Banque de France puis collaborateur à plein temps de la société de géographie en 1873, prit la tête dès 1876 de trois expéditions successives qui explorent l'Extrême-Orient, notamment Java, Sumatra, Phnom Penh, le Tonkin, le Cambodge et la Cochinchine. Il est alors le propagandiste acharné de l'expansion française, par son projet d'une Société de colons explorateurs, dont la première initiative fut l'établissement de colons sur la côte nord-est de Sumatra, alors appelée Malaisie, de l'autre côté du détroit de Singapour, dans le Sultanat de Deli, l'actuelle Medan, alors annexé par le sultanat d'Aceh, qui avait entamé en 1873 la longue guerre batak contre la Hollande, propriétaire du reste de l'île.
Une demi-douzaine de français participent à l'expédition à leurs propres fonds, avec le soutien de la Hollande et cultivent le tabac en pleine jungle, au sud du front pionnier du tabac inauguré par le hollandais Nienhuys. Ils ont quatre plantations. Celle de l'agronome Jean-Baptiste Tabel est la seule à réussir. Ce dernier se manifestera plus tard dans la presse spécialisée pour faire le bilan de ses expériences dans ce qu'on appelait « les cultures riches », écrivant même des traités.
La côte nord-est de Sumatra était alors la oostkost et produisait la moitié du poivre mondial, après avoir décuplé sa production, selon des rapports anglais, de Medan entre 1815 et 1822, au moment de l'expansion du sultanat d'Aceh, le sultan de Deli important la main d'œuvre sur d'immenses plantations de poivre puis de tabac et de café, où celle-ci vit dans des habitations collectives, système qui sera imité par les planteurs européens dans la deuxième moitié du siècle.
Xavier Brau de Saint Pol Lias se voit proposer en 1876 pour sa plantation de tabac l'embauche de coolies Batak, par un dirigeant local de la principauté de Bedagai, puis en 1880 constate que des tribus descendent de la montagne pour travailler. Au bout de six mois, les Français abandonnent, préférant poursuivre d'autres explorations. Jean-Baptiste Tabel fit cependant carrière dans le Sultanat de Deli, où de Saint-Pol Lias constate plus tard son succès dans l’hévéa. Le rapport entre les plantations françaises des détroits et celles d'Indochine où s'étaient installés les frères Michelin se fera par affinité nationale, mais surtout par l'entreprenant planteur belge Octave J.A Hallet. Plusieurs ouvrages d'Octave J.A Hallet tentèrent de faire point sur le potentiel des plantations en Malaisie : « Études pour une plantation d'arbres à caoutchouc, Bruxelles, 1902 » et « L'Hévéa asiatique, Bruxelles, 1903 ».

## L'hévéa introduit au Ghana en 1893, puis en Guinée en 1897 et 1898
Après l'installation des jardins botaniques en Afrique, l'hévéa est introduit en 1893, les Jardins botaniques royaux de Kew, de Londres, transmettant des graines au jardin botanique d’Aburi, au Ghana, où les Anglais fondèrent dès 1874 une nouvelle colonie, le Togo britannique (Togoland), qui incluait aussi l'actuel Togo.
La sphère d'influence britannique est alors augmentée, pour inclure les territoires des Ashantis, à la suite des victoires obtenues contre eux en 1896 et 1901. Après 1896, les territoires plus au nord, proche des possessions allemandes et françaises sont aussi annexés et en 1898 et 1899, un accord est trouvé sur ces nouvelles frontières. Les arbres à caoutchouc donnent leur première sève laiteuse en 1904, l'année à partir de laquelle les prix mondiaux subirent un premier recul, après le pic de 1903, baisse moins ample cependant que celle qui interviendront en 1914, 1922 et 1930.
Les infrastructures coloniales du Ghana seront très vite recyclées au service du cacao, le pays devenant le premier d'Afrique dans l'Histoire de la culture du cacao, après l'île de São Tomé, où les Portugais avaient développé le travail forcé vers 1880. De 1900 à 1910, les exportations de cacao du Ghana passent de moins de 1 000 à 40 000 tonnes. Au Ghana, « il n’y avait pas de tradition de culture de l’hévéa », affirma la SIPH, ex-filiale d'Indosuez chargée des plantations d'Indochine, rachetée en 1995 par l'homme d'affaires ivoirien François Bakou, qui lança un programme de création de 1 000 hectares supplémentaires par an en 2008, avec des financements de l’Agence française de développement.
Non loin du Ghana, les introductions de l’entreprise d’horticulture d'Alexandre Godefroy-Lebeuf ont lieu en 1897 en Guinée, dans le jardin botanique de Camayenne, avec des graines récoltées au Brésil, dans la région du Pará par Eugène Poisson, le fils de l'assistant technique du Museum d'histoire naturelle de Paris. Les introductions d'Alexandre Godefroy-Lebeuf sont cependant inférieures à celles du jardin botanique anglais de Kew Garden. Les voyages d'Eugène Poisson au Brésil permettent d'identifier deux types différents d'hévéas.
En mars 1898, c’est le jardin botanique de Paris qui confie des arbres âgés d’un an et demi à la Guinée, où en 1901, la plantation Gautier compte déjà 4 000 hévéas.

## En 1898 au Congo belge, la course du roi Léopold II contre les plantations anglaises de Malaisie et du Ghana

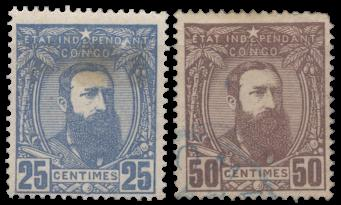
Timbres de l'État indépendant du Congo, portait de Léopold II.

En 1897-1898, Alexandre Godefroy-Lebeuf envoie aussi des graines au jardin botanique de Boma, dans l'État indépendant du Congo, un territoire sur lequel le roi Léopold II de Belgique exerça une souveraineté de fait depuis 1885. Le roi avait commencé à nourrir des ambitions colonisatrices au Congo dès 1877, après avoir cherché d’autres territoires, dont la Chine, le Japon, Bornéo, Fidji, et s'intéressait au début à l'ivoire.
L’ouverture en 1898 de la ligne de chemin de fer Matadi-Léopoldville, lancée dès 1890, permit de convoyer à peu de frais, sur 366 kilomètres et jusqu'à la mer, l'ivoire, produit pour lequel la Société anversoise avait reçu une concession en 1892. Effectué jusque-là par portage à dos d’homme, le transport était extrêmement coûteux. La voie ferrée fut achevée très rapidement, afin de favoriser le développement des plantations d'hévéa, épisode raconté dans Au cœur des ténèbres, longue nouvelle de Joseph Conrad parue en feuilleton en 1900. La construction trop rapide de la ligne coûta la vie à 1 932 personnes (1 800 noirs et 132 blancs), en raison des difficultés pour sortir des gorges du Congo, par le canyon de la rivière M’pozo, puis par un passage à travers les monts de Cristal.

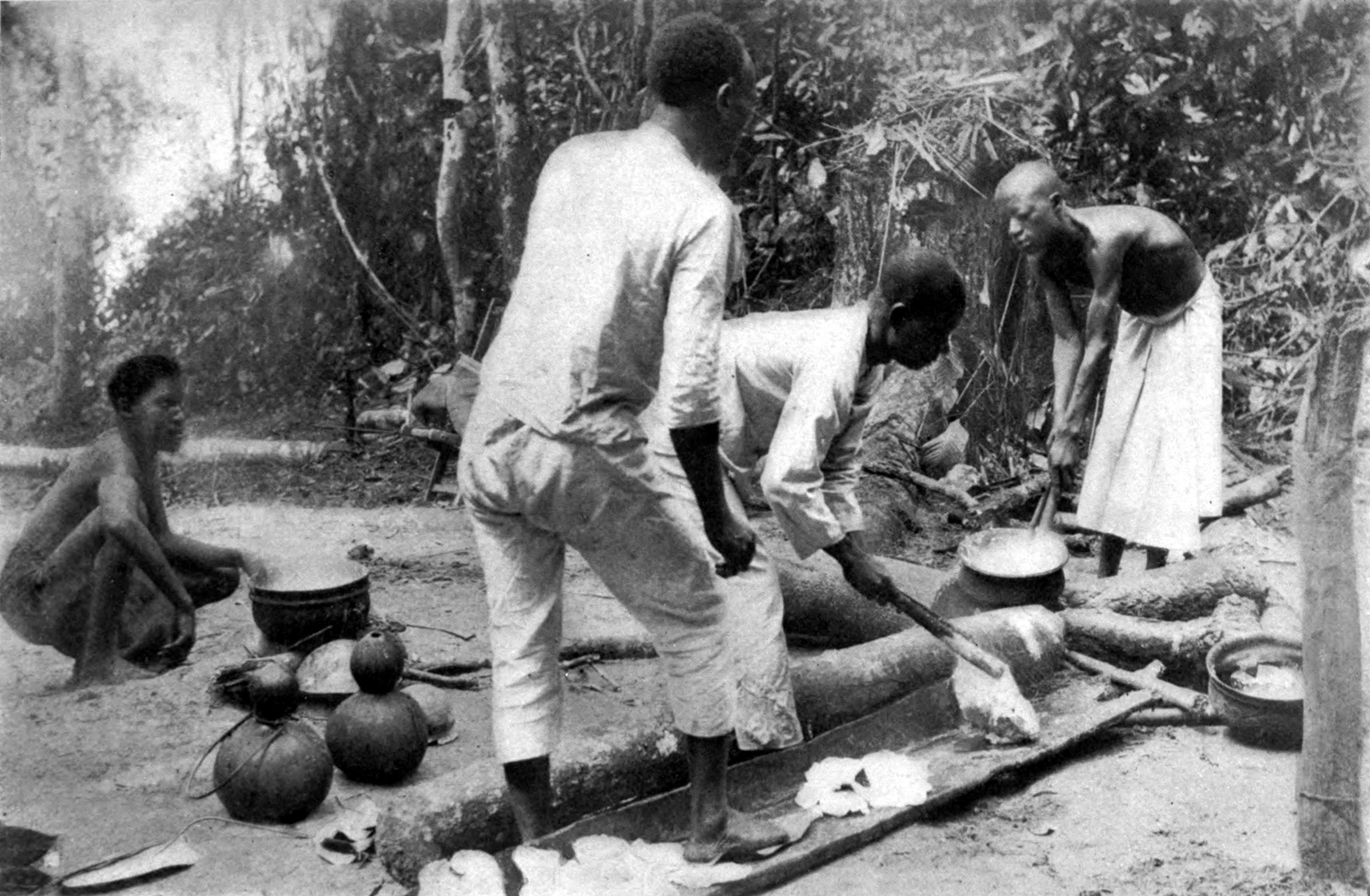
Préparation du latex dans l'État indépendant du Congo (avant 1905).

La compétition avec les autres pays semant des graines amena les colons belges à abuser du travail forcé, pour planter avant eux un maximum d'arbres, afin d'occuper le marché mondial et décourager la concurrence. À partir de 1900, une vague d’indignation et de protestation déferla au Royaume-Uni principalement, puis aux États-Unis et dans quelques pays européens. Le sommet de l'exploitation de l'hévéa intervint au Congo en 1903, lorsque le prix du caoutchouc arriva au plus haut.
La concurrence de l’Asie du sud-est, en particulier de la Malaisie, où les plantations d'hévéas se multiplièrent, généralement contrôlées par des firmes britanniques rivales, fit ensuite chuter les prix du caoutchouc. Pendant ce temps, le coût du recrutement de la main d’œuvre grignotait les marges bénéficiaires des 4 sociétés concessionnaires dans l'État indépendant du Congo, l’ABIR, la Société anversoise, la Compagnie du Kasaï et le Comité spécial du Katanga, la gestion privée de Léopold II devenant vulnérable aux attaques des autres nations, en particulier du Royaume-Uni.
Edmund Dene Morel, ex-employé d’une grande compagnie de transport de Liverpool, devenu journaliste d’investigation à temps plein, publia ses articles avec l'aide de commerçants de Liverpool souhaitant la fin du monopole de Léopold II sur le pays, dont John Cadbury (1801-1889), un quaker fondateur de la société qui porte son nom. Au même moment, les descendants de Joseph Fry (1728-1787), le premier industriel anglais du chocolat, refusent d'importer du chocolat de la colonie portugaise de São Tomé, proche des côtes africaines, jugeant les conditions de production inacceptables.
Mark Twain et Arthur Conan Doyle lui emboîtèrent le pas, dans Le soliloque du Roi Léopold et Le Crime du Congo (1909). La Chambre des communes vota une résolution demandant une enquête et en 1904, Sir Roger Casement, consul britannique, publia un rapport détaillé. Le parlement britannique demanda la convocation d’une nouvelle réunion des 14 signataires du traité de Berlin de 1885. Le parlement belge, dirigé par le socialiste Émile Vandervelde força Léopold II à créer une commission indépendante, qui confirma les abus en 1905.
Finalement, le 15 novembre 1908, quatre ans après le rapport Casement et six ans après la sortie d’Au cœur des ténèbres, le Parlement de Belgique vota l’annexion de l’État indépendant du Congo, et prit en charge son administration. Sir Roger Casement se lancera dans les années 1910 dans d'autres opérations anti-colonialistes, cette fois contre son propre pays, en épousant la cause irlandaise.

## Alexandre Yersin, de l'Institut Pasteur, et le commissaire Belland, pionniers de l'hévéa en Indochine en 1899
L'histoire de l'hévéa au Viêt Nam, composante d'une Indochine française née en 1858 de la conquête de la Cochinchine, commence en 1899 avec les premières plantations d'Alexandre Yersin (1863-1943), un chercheur de l'Institut Pasteur, qui revient de Bombay en 1897 et met fin sa carrière de grand explorateur. L’hévéa est planté en 1899 sur le site de Suoi Giao, où il avait commencé à œuvrer en 1895. Il se lance dans l'élevage de chevaux et de bovins pour le test de sérum, et tente diverses cultures dont l'hévéa qu'il acclimate en 1899. Les frères Michelin achètent en 1903 ses premières récoltes. En 1915, il ouvre une nouvelle station agricole au Hon Ba, et réalise les premiers essais d'acclimatation de l'arbre à quinine (Chinchona ledgeriana). Yersin suit de très près les problèmes agronomiques de ses hévéas et les problèmes techniques de son caoutchouc pour en tirer le maximum d'argent afin de financer ses recherches médicales. Il subira ainsi les dégâts des typhons. Les plantations industrielles se développent jusqu'à la Seconde Guerre mondiale.
Des plantations sont ensuite défrichées dans les « terres rouges », plus riches mais aussi plus lointaines, moins peuplées, exigeant plus de travail, plus de capitaux et le recrutement de la main-d'œuvre. L'annonce des 100 000 francs de bénéfices que réalisa en 1906 Belland, le commissaire central de la Sûreté de Saïgon, lequel avait fait planter des hévéas dès 1898, fit naître des vocations. D'importantes sociétés voient alors le jour, telle la Plantations des Terres Rouges ou la Société des plantations d'hévéas. Michelin investit à grande échelle en 1925, lorsque les planteurs profitent de cours mondiaux en hausse. On assiste alors à l'arrivée massive de capitaux métropolitains en Indochine. À partir de 1930, le cours du caoutchouc descend en dessous de celui de 1922. Les autorités accordent des primes, des prêts, veillent à ce que la réglementation internationale mise en œuvre à partir de 1934 ne lèse pas les intérêts des sociétés françaises. La Banque de l'Indochine, qui deviendra en 1974 la Banque Indosuez, rachetée en 1996 par le Crédit agricole, accorde des avances et se rend parfois maîtresse des plantations, via sa filiale SIPH. Les plantations françaises ont inspiré le film Indochine (1992), de Régis Wargnier, avec Catherine Deneuve et Vincent Pérez.
En 1932, Andrée Viollis, née Françoise-Caroline Claudius Jacquet de La Verryère (1870-1950), grand reporter au Petit Parisien accompagna Paul Reynaud, alors ministre des Colonies, en Indochine et publia Quelques notes sur l'Indochine dans la revue Esprit, puis, chez la maison d'édition Gallimard, en 1935, son livre Indochine SOS, dénonçant la part d'ombre de l'Indochine française.
Finalement, la culture prend un nouvel essor, au prix d'une concentration accrue. Les planteurs ne misent plus tant sur des cours exceptionnels que sur une production massive. En 1939, l'Indochine exporte huit fois plus de caoutchouc qu'une quinzaine d'années auparavant, soit le quart des exportations totales de la péninsule, contre moins de 5 % en 1924.
Avec la fin de la guerre en 1945 et la fin de l'occupation japonaise la production peut être relancée. Les avions de ligne Douglas DC-4 sur la ligne d'Extrême Orient puis le Super Constellation (qui, à partir de mars 1950, assurait une fois par semaine la liaison Paris-Saïgon) transportaient régulièrement des administrateurs des compagnies françaises, alors que l'insécurité gagnait peu à peu les plantations isolées. Les familles des planteurs devaient alors quitter les implantations les plus exposées.

## De 1899 à 1903, la guerre de l'Acre entre pays riverains de l'Amazonie
À la fin du XIXe, les seringueiros brésiliens pénétraient toujours plus dans les forêts du territoire bolivien, à la recherche de nouveaux arbres à caoutchouc pour en extraire le précieux latex, engendrant des conflits et des accrochages avec les Boliviens et entraînant les deux pays dans la guerre de l'Acre, qui s'est déroulée en deux phases, entre 1899 et 1903.
L’intervention du diplomate José Maria da Silva Paranhos Júnior, Baron de Rio Branco, et de l’ambassadeur Assis Brasil, en partie financée par les « magnats du caoutchouc », culmina avec la signature du traité de Petrópolis, menée à terme le 17 novembre 1903 sous le gouvernement de Rodrigues Alves, mettant fin au contentieux avec la Bolivie et garantissant le contrôle et la possession par le Brésil des terres et forêts de l’Acre.
Le traité de Petrópolis donna au Brésil la souveraineté définitive sur la région, en échange de terres dans l’État du Mato Grosso, deux millions de  livres sterling et l’engagement de construire une ligne ferroviaire reliant le Mamoré et le Madeira, pour le libre accès des marchandises boliviennes, dont le caoutchouc, vers les ports brésiliens de l’Atlantique, dont « Belém do Pará », à l’embouchure de l’Amazone. Par la suite, le Brésil profita de cette percée pour annexer une partie des terres du Pérou, en confisquant l’hévéa des planteurs péruviens.

## Le succès fulgurant de l'hévéa en 1903 sur l'île de Phuket, en Thaïlande, et les réformes agraires

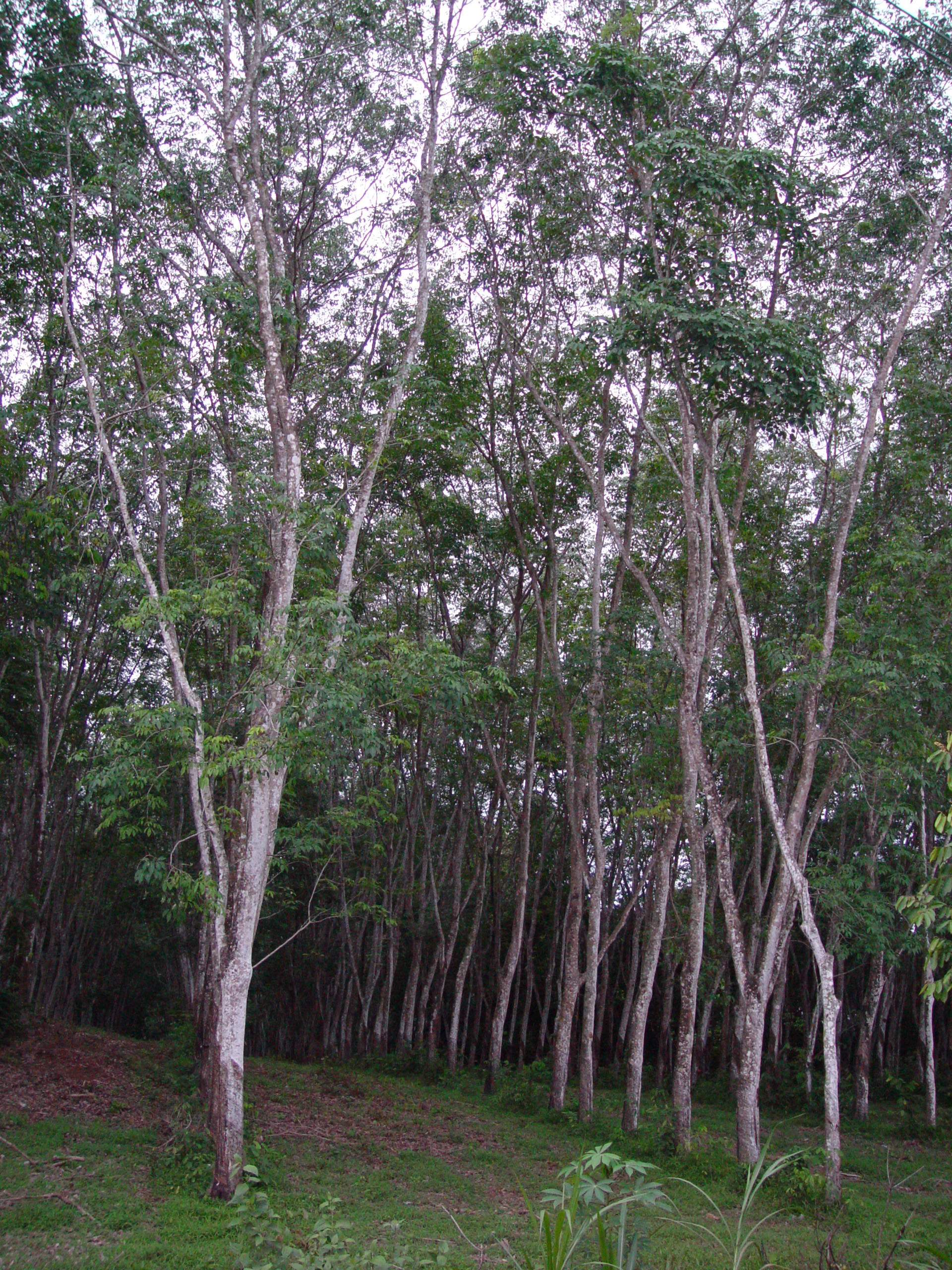
Plantation d'hévéa à Phuket.

Le premier arbre à caoutchouc arriva en Thaïlande sur l'île de Phuket en 1903 et les plantations se développèrent si vite qu'elles couvrirent rapidement plus du tiers des terres de l'île de Phuket, suscitant une vague d'immigration pour faire face aux besoins. La grande majorité des ouvriers de ces plantations sont alors des Musulmans Thaï. Au même moment, le développement des industries automobile et aéronautique contribua à l'explosion de la demande de caoutchouc naturel, entraînant  une vague de prospérité qui dura jusqu'au début des années 1940.
La réforme agraire a concerné, depuis 1975, environ 21 % des surfaces agricoles du pays, provenant à 98 % des domaines publics, et 1,85 million de familles. Elle a essentiellement concerné les régions du Nord et du Nord Est, qui regroupent à elles seules 75 % des terres distribuées.
Le pays a fait un énorme effort agronomique qui a abouti à une multiplication par neuf des rendements à l’hectare au cours des 50 dernières années. Alors que l’Asie a fourni en 2009 plus de 95 % de la production mondiale de caoutchouc naturel, évaluée à 9,9 millions de tonnes au total (2008), la Thaïlande est devenue le premier pays exportateur avec 33 % des volumes échangés annuellement.

## À Sumatra et Java, reconversion des sites caféiers, des cueilleurs en forêt et des riziculteurs sur brûlis
Au début du XXe siècle, la culture est développée à grande échelle en Malaisie et en Indonésie. Lorsque les plantations occidentales du nord de Sumatra et de l'ouest de Java se reconvertirent dans l'hévéaculture, elles bénéficièrent d'infrastructures de transport, d’habitat et communications déjà existantes, pour les cultures du tabac et du café, en crise depuis la fin du XIXe siècle.
Dans l’est de l’archipel indonésien, caractérisée par de faibles densités de population au début du siècle, l’agriculture dominante est  sur brûlis. Les riziculteurs sur brûlis découvrent l'hévéa au début du XXe siècle, considéré comme  un cadeau du ciel, car l’arbre demandait moins de soins que la culture du riz. Dans un premier temps, ils adaptent l'arbre à leur système de culture.
Il faut simplement  planter quelques graines d’hévéa avant de laisser la parcelle retourner en jachère forestière, le latex étant récolté environ 7 ans après. Ce système demande peu de capital au départ, présente peu de risque, mais consomme beaucoup d’espace, même s’il maintient une certaine densité d’arbres, qui protègent les sols fragiles de l’érosion. Ensuite, c'est tout leur système de production qu'ils adaptent à l'hévéaculture.
Les cours élevés du caoutchouc et le rôle actif des commerçants favorisent aussi l'introduction de l'hévéa chez des paysans qui vivaient de la cueillette de produits dispersés en forêt, plus exigeante et moins rentable. Le développement de l'appropriation foncière individuelle contraint les plus réticents à rejoindre le mouvement. L'accumulation de capital productif permet aux paysans d'envisager l'avenir bien au-delà de la prochaine récolte de riz pluvial. « Plante miracle », l'hévéa est source de richesse mais aussi de différenciation sociale.
La culture industrielle de l'hévéa aura du succès au nord de Sumatra, mais sera limitée à Java par le manque d'espace. La chute des cours du caoutchouc au début des années 1930 freinera cette extension. Les plantations capitalistes resteront peu développées en dehors du nord de Sumatra, face à des plantations paysannes qui ont des coûts de développement bien moindres. Leurs profits chutent dès la fin des années 1910 puis à partir de 1929.
Les plantations d’hévéas de petits propriétaires, en se développant, ont créé une catégorie foncière d’une importance économique considérable, transmissible par la voie masculine. L’héritage des plantations, à l’inverse de toutes les autres catégories de biens immobiliers, qui ne circulaient jusqu’alors que par la voie des femmes, se fait par les hommes.

## L'apogée de la ville de Manaus et la chute du prix mondial en 1914
Située au Brésil à près de 1 200 kilomètres de l'océan, Manaus, dans l’État d’Amazonas, qui ne comptait encore que 6 000 habitants en 1850, vécut son apogée entre 1890 et 1920 et contrôlait presque 40 % des exportations totales du Brésil. Grâce au caoutchouc, le revenu par tête y était deux fois supérieur à celui de la région productrice de café, celle de Rio, São Paulo et Espírito Santo. L'année 1910 vit 1 675 navires de tout genre relâcher dans le port, dont 151 anglais et 23 allemands.
Manaus était la seule cité brésilienne équipée de l’éclairage électrique et de systèmes d’adduction d'eau et d’assainissement. Elle avait un tramway électrique, des avenues construites sur des marais asséchés, et le luxueux Théâtre Amazonas. Les nouveaux riches en firent la capitale mondiale du commerce de diamants. Les villes de Porto Velho et Guajará-Mirim  sont aussi  l’héritage de cet apogée. Le photographe Georges Huebner, qui fréquenta la colonie allemande de Manaus pendant près de vingt ans, immortalisa cette époque. Au milieu de la jungle, ils avaient construit le célèbre opéra de Manaus. Les colonnes en marbre de Cararre, les pierres d'Italie, les lustres en verre de Venise, les porcelaines de Sèvres on accueilli la comédie française, précédée par Sarah Bernhardt.
La ligne ferroviaire Madeira-Mamoré, connu comme le « chemin de fer du diable » (Ferrovia do Diabo en portugais), car sa construction coûta la vie de près de six mille travailleurs, fut finalement construit qu’en 1907, sous le gouvernement d’Afonso Pena, par l’entrepreneur américain Percival Farquhar. Pendant la construction, les arbres à caoutchouc plantés par les Anglais en Malaisie, à Ceylan et en Afrique sub-saharienne, se mirent à produire du latex avec une meilleure productivité.
Le 30 avril 1912, fut inauguré le dernier tronçon. Mais la chute vertigineuse du prix du latex sur le marché mondial intervint, sur fond de mise en service de deux autres lignes ferroviaires, au Chili et en Argentine) qui supplantèrent le chemin de fer Madeira-Mamoré, et  de la mise en service du canal de Panama le 15 août 1914. De nombreux travailleurs de l’hévéa, privés des revenus, s’établirent dans la banlieue de Manaus. Faute de trouver un endroit pour vivre, ils construisirent en 1920, une « ville flottante », qui se consolida dans les années 1960. La forêt amazonienne, avec sa pluviosité élevée, se chargea de détruire des tronçons entiers de la voie et des ponts, rendant impossible la maintenance du chemin de fer, déclassé partiellement dans les années 1930 et totalement en 1972, année où fut inaugurée la route transamazonienne. Actuellement, sur les 364 km, seuls 7 km restent en activité, à des fins touristiques.

## Le succès progressif des greffes et clonages, résultat de la conférence de Batavia de 1914

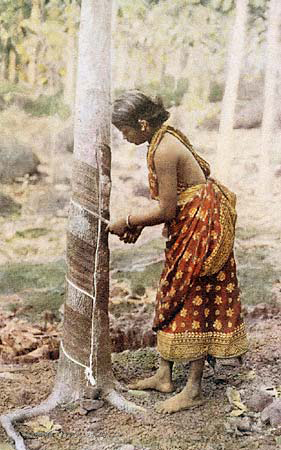
Récolte du latex à Ceylan en 1920.

Jusqu’à la fin du XIXe siècle, la collecte de l’hévéa n’est vraiment effectuée à grande échelle que dans les forêts primaires de l’Amazonie. En 1911, le Brésil exporte 700 000 tonnes mais dès les années suivantes il est devancé par la production des pays d’Orient, Indonésie, Malaisie et Thaïlande, qui vont représenter les trois quarts de la production mondiale quelques décennies plus tard.
La notion de sélections des espèces, pour des plantations gérées de près par l’homme, n’apparait que dans les années 1910. À la veille de la Première Guerre mondiale, il existe 400 000 hectares de plantation, principalement en Indonésie et en  Malaisie (Java et Sumatra), ainsi qu’à Ceylan et dans la Péninsule indochinoise.
Au congrès de Batavia (Djakarta) de 1914, dans une Indonésie qui restera hollandaise jusqu'en 1945, les chercheurs se rendent compte que les rendements de l’hévéa ne dépassent pas 700 kilos à l’hectare et que 25 % du total de la production est procuré par seulement un arbre sur dix. En février 1918 W.M. Van Helten réussit les deux premières greffes d’hévéa, après avoir étudié les possibilités de reproduction végétative, l’une à Java, l’autre à Sumatra. Les planteurs restèrent d’abord méfiants, puis une fois la production améliorée, furent saisis d’un engouement pour ces greffes. Le succès des « hévéas clones », greffés mais conservant les qualités des « arbres pères » se manifesta à partir de 1927-1928. En 1942, sur un total planté de 3,6 millions d’hectares, près de 10 %, soit 475 000 hectares, étaient de l’hévéa greffé et cloné. Leur valeur à une échelle industrielle n’a été identifiée que vers 1935.

## L'hévéa de Centrafrique contribue à un krach mondial en 1921
En Centrafrique, les colonisateurs français ont après les étapes de la pacification du territoire imposé un régime de colonie d’exploitation confié à des compagnies concessionnaires qui introduisent le portage et l’exploitation caoutchoutière, pour bénéficier de la hausse des cours, grâce à l'abondance des précipitations (de 1500 à 1800 millimètres par an en moyenne) et à une saison sèche courte et pas trop sévère, mais en faisant baisser les productions agricoles traditionnelles des populations oubanguiennes. La Première Guerre mondiale ayant réduit la demande, un krach des cours du caoutchouc se produit en 1921, quand arrivent sur le marché les productions de nombreuses régions, dont le Centrafrique français, où la récolte de l'hévéa fait du tort aux cultures vivrières et entraîne des troubles sociaux.
Le cotonnier est ensuite implanté à partir de 1918 en Oubangui par Auguste Lamblin, pour « porter secours aux villages » après les « ravages économiques et humains causés par la cueillette forcée du caoutchouc et la terrible corvée du portage ». A cette fin, Auguste Lamblin développe en seulement deux ans le réseau routier: en 1920, la colonie compte 4 000 km de routes.
Cette diversification agricole est soutenue par la conjoncture, car les prix ont chuté après que la production mondiale ait quasiment triplé en une décennie, un taux de croissance jamais vu depuis l'essor constaté à partir de 1850, après la découverte de la vulcanisation par Nelson Goodyear en 1840. Les cours mondiaux sont divisés par onze puis par 25. La presse constate que le caoutchouc naturel, encore coté en juillet 1914 au prix de 2,5 sterling à Londres, alors qu'il baissait déjà, est tombé à 10 pence la livre, soit sous son prix de revient.
Au cours de la seule Première Guerre mondiale, la production mondiale avait doublé pour atteindre 221 000 tonnes en 1918, de nombreux hévéas plantés dans les années 1910 étant arrivés à maturité. En 1923, confronté au marasme, le colonisateur décidera, en Oubangui, de mettre fin aux activités de ces compagnies concessionnaires de l'hévéa pour se lancer dans la création des premières entreprises d’exploitation forestière et éco-touristisme.
L'exploitation caoutchoutière sera reprise pendant la Seconde Guerre mondiale, en raison de la pénurie mondiale de pneumatiques, notamment à partir de 1941, sous forme de plantations en Oubangui. Cultivé à nouveau dans ce pays dans les années 60, sous forme d'une culture industrielle de grande plantation alors que le cotonnier, l'arachide, le sésame, se mêlent souvent aux cultures vivrières, l'hévéa n'a pas survécu à la crise économique de 1970 la cueillette du caoutchouc sauvage a disparu, sauf dans l'Est.

## L'entente entre planteurs anglais redresse les cours, Ford et Firestone achètent des terres
Les cours mondiaux sont ensuite affolés par le Plan Stevenson de restriction de l'offre, mis en place par sir James Stevenson (1873-1926), un ex-directeur général du distillateur Johnnie Walker, devenu haut fonctionnaire chargé de l'approvisionnement en munitions, puis en 1921 conseiller de Winston Churchill, le ministre des colonies. L'Angleterre contrôlant alors les trois quarts de l'offre mondiale, grâce à ses plantations de Malaisie, le Plan Stevenson est orchestré dans toutes les colonies anglaises, pour réduire l’offre, mais il échouera, après un succès initial, devant la dissidence des planteurs néerlandais et devant les progrès faits par l'industrie du caoutchouc régénéré.
Les prix flambèrent de 150 % en 1925 et le pourcentage exportable fut porté en 1926 à 100 %, en vertu du dispositif retenu en 1922, après bien des hésitations et débats, qui prévoyait une modulation des restrictions en fonction du niveau des cours, via une échelle mobile liée aux variations des prix. Alors que le krach de 1921 avait brutalement divisé les cours par onze, passés de un shilling et onze cents en 1920 à seulement dix cents en 1921, ils repassent au-dessus du shilling, soit une multiplication par dix en sept ans. Dès 1928, après l'abolition du plan, les cours mondiaux retombent, chute qui s'aggrave après le Krach de 1929. Entre-temps, l'Indonésie hollandaise, qui avait refusé de s'associer au plan, prit des parts de marché.
La principale victime du Plan Stevenson fut une industrie américaine de l'automobile en pleine phase de croissance. Il fut violemment combattu par Elmer Keiser Bolton, le président de Firestone et par Herbert Hoover, secrétaire d'État au commerce américain et futur président. Le patron du groupe chimiste Du Pont de Nemours s'engage alors à investir plus dans la recherche sur le caoutchouc synthétique. Dans les années 1930, les constructeurs américains Firestone au Libéria et Ford au Brésil, choisissent le développement de leurs propres plantations pour sécuriser leurs approvisionnements. Celle de Ford en 1930 tourne cependant au désastre, car les hévéas importés de Malaisie ne résistent pas à la maladie causée par un champignon ascomycète, Microcyclus ulei.

## Le caoutchouc synthétique des Allemands et des Américains, antidote aux fragilités médicales et économiques de l'hévéa
Les grands industriels seront progressivement échaudés par les hauts et les bas des cours sur le marché mondial, où l’offre se concentre assez vite entre quelques pays d’Asie, en raison d'une maladie qui se fixe sur les feuilles, le champignon pathogène de l'hévéa, au point de décimer la production brésilienne, sur des arbres ayant subi un vieillissement. Les pays amazoniens seront progressivement rayés de la carte par la montée des producteurs asiatiques, où la prédominance des petites plantations leur donne un rôle social.
D’abord fabriqué à base de charbon, le caoutchouc sera ensuite favorisé par le développement de la pétrochimie et le souhait de s'affranchir des fragilités et instabilités du marché du caoutchouc naturel. Le premier brevet pour la fabrication de caoutchouc synthétique est déposé en 1909 par Fritz Hofmann en Allemagne, qui dès 1915 produit environ 2 500 tonnes d'un autre caoutchouc synthétique à partir de 2,3-diméthyl-1,3-butadiène.
En 1929, l'Allemagne réussit à produire un élastomère de butadiène et de styrène, en présence de sodium comme catalyseur. Dans la foulée, en 1931, l'Américain Du Pont de Nemours mit au point le néoprène. En 1935, des chimistes allemands préparèrent par copolymérisation un premier groupe de caoutchoucs synthétiques, les caoutchoucs Buna. La copolymérisation est la polymérisation d'au moins deux monomères différents, appelés comonomères. Le mot-valise Buna correspond aux premières lettres de butadiène, l'un des comonomères, et de natrium, sodium en allemand, utilisé comme catalyseur.

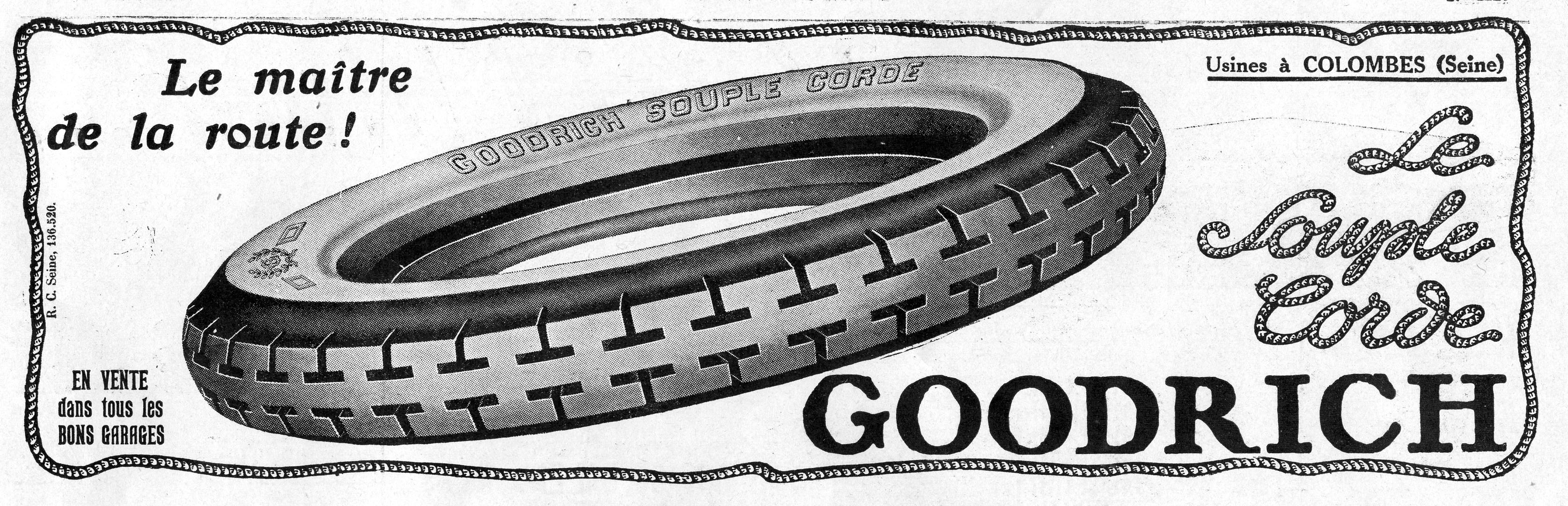
Réclame Goodrich de 1923 (L'Illustration).

Jusqu’en 1938, la production de Buna se fit à une échelle semi-industrielle, avec près de 2 500 tonnes par an dans les usines de Ludwigshafen et Leverkusen. Deux autres usines étaient en construction, pour produire, chacune, dix fois plus. Les Soviétiques, de leur côté, détenaient déjà trois usines de production, Voronetz, Jefremovo, et Jaroslaw. Les États-Unis s’étaient concentrés sur les caoutchoucs spéciaux, à base de néoprène. En 1938, le caoutchouc synthétique représentait 100 000 tonnes par an, contre 1,4 million de tonnes pour le caoutchouc naturel, soit 14 fois moins. Au début des années 1960, les deux origines sont égales, avec 2 millions de tonnes chacune et à la fin du XXe siècle, le caoutchouc synthétique représente les deux tiers de l’offre mondiale.

## Nouvelle progression du caoutchouc synthétique lors de la Seconde Guerre mondiale

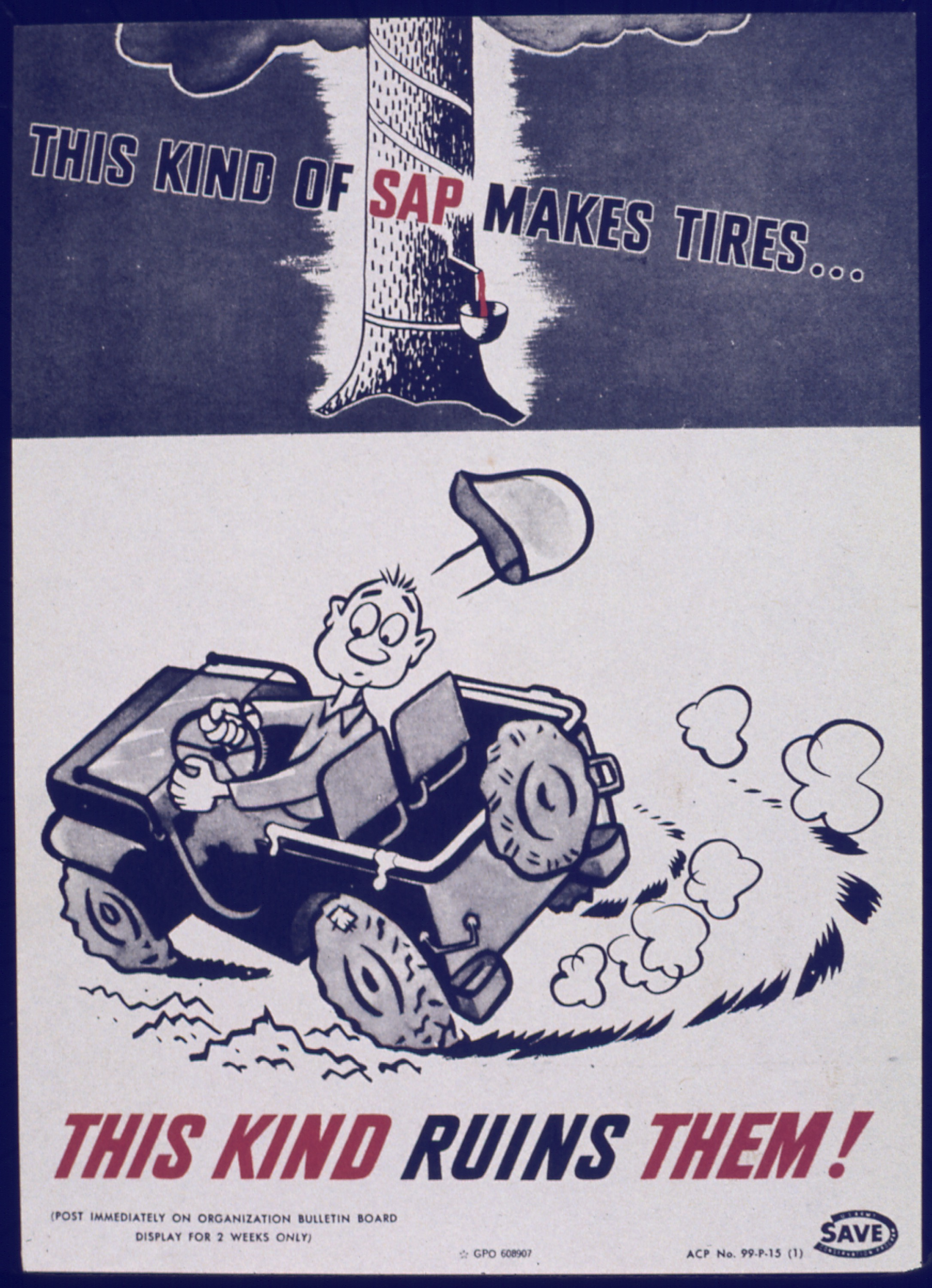
Affiche américaine invitant les soldats à respecter le précieux caoutchouc de leurs pneus (entre 1943 et 1945).

La Seconde Guerre mondiale révéla l'importance économique et politique du caoutchouc naturel lorsque le Japon coupa les approvisionnements en provenance de l'Extrême-Orient. L'Allemagne et les États-Unis améliorent le caoutchouc synthétique car l'Allemagne est soumise au blocus, et les États-Unis sont privés du caoutchouc naturel de l'Extrême-Orient. La pénurie criante accéléra le développement du synthétique. Lorsque la guerre éclata, les États-Unis se lancèrent dans un programme dont l'envergure rivalisait avec celui de la bombe atomique (le Manhattan Project). Près d'un milliard de dollars fut investi dans les recherches et le développement du caoutchouc synthétique nécessaire au maintien de l'effort de guerre des Alliés.
Le développement des industries de l'Aérospatiale et de l'informatique créèrent une demande continue de produits nouveaux et exotiques, à base de caoutchouc synthétique. La pétrochimie, dopée par ces débouchés nouveaux, va progressivement mettre au point des élastomères spéciaux et très spéciaux, capables de répondre aux exigences toujours plus contraignantes : les caoutchoucs doivent résister aux huiles, aux carburants, à l’ozone, à la lumière et à de très fortes amplitudes de température. L’année 1958  voit l’entrée de la France dans la production synthétique. En 1980, le guayule naturel mexicain fait la preuve qu’il peut être mécanisable avec un rendement supérieur à l'hévéa, tandis qu’en  2003, Amerityre Corporation développe les pneus increvables (no-flat, air-no-air), basés sur le polyuréthane.
Au cours des cinquante dernières années, le prix du caoutchouc naturel a été divisé par sept. Le trio Malaisie-Indonésie-Thaïlande produit dès 1987 les trois quarts de l'offre mondiale de gomme naturelle, puis 95 % vingt ans plus tard, l'hévéa représentant dans ces trois pays une source de revenus encore importante pour des millions de planteurs d'où un enjeu politique et social.

## XXIesiècle

### L'Asie reste très largement leader mondial
Au XXIe siècle, l'évolution des grandes zones productrices mondiales reste largement dominée par l'Asie, qui représente 94 % de l'offre de caoutchouc naturel sur la planète, selon le Rapport Cyclope. Les pays d'Asie ne se diversifient que très lentement sur les autres continents. Le groupe singapourien Olam a ainsi investi dans le centre du Gabon, pour en faire un pays producteur de caoutchouc d'ici 2018. Olam a aussi promis 400 millions de dollars d'investissements dans une usine de transformation du caoutchouc, qui pourrait procurer 5 000 emplois à terme.
| Production mondiale en milliers de tonnes | 2007  | 2008  |
| Asie                                      | 9 355 | 9 374 |
| Afrique                                   | 445   | 443   |
| Amérique latine                           | 228   | 241   |

## Les grandes périodes de l'économie mondiale
- La très forte croissance mondiale des années 1830 interrompue par la Panique de 1837.
- La très forte croissance mondiale des années 1850, interrompue par le Krach de 1857.
- La longue dépression 1873 à 1896 dans le sillage de la Crise bancaire de mai 1873.
- La forte croissance mondiale des années 1900, interrompue par la Première Guerre mondiale.
- La très forte croissance mondiale des années 1920, interrompue par le Krach de 1929.
- Grande dépression des années 1930 dans le sillage du Krach de 1929.
- La forte croissance mondiale des années 1945 à 1974, interrompue par la Premier choc pétrolier.

## Dans la culture
- Indochine (1992), de Régis Wargnier, avec Catherine Deneuve et Vincent Pérez
- Au cœur des ténèbres (1899), longue nouvelle de Joseph Conrad, parue en 1900 dans la revue écossaise Magazine
- The Manning (1973), roman de Fred Mustard Stewart
- Indochine SOS (1935) d'Andrée Viollis
- Fitzcarraldo (1982) de Werner Herzog